# Flugplatz Eisenach-Kindel

i7
i11
i13

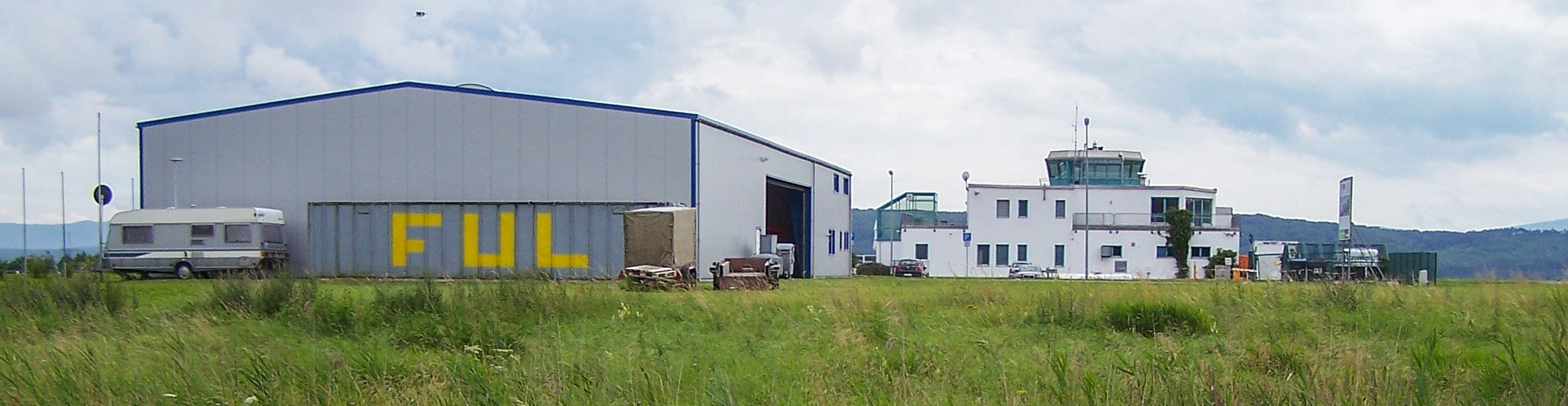
Hangar und Turm auf dem Flugplatz

Der Flugplatz Eisenach-Kindel (IATA-Code: EIB, ICAO-Code: EDGE) befindet sich an der Grenze des Wartburgkreises zum Landkreis Gotha auf dem Gebiet der Gemeinde Hörselberg-Hainich. Er ist als Verkehrslandeplatz klassifiziert.

## Lage
Der langgezogene und flache Höhenzug des Kindel erstreckt sich am Südrand des Hainich in Ost-West-Richtung auf einer Länge von etwa sechs Kilometer und gilt als windige Ecke. Dabei liegt der Westteil in der Gemarkung Wenigenlupnitz, der kleinere östliche Teil in der Gemarkung Haina im Landkreis Gotha. Der Flugplatz mit dem unmittelbar angrenzenden Industriegebiet Eisenach-Kindel haben inzwischen eine Gesamtfläche von 120 Hektar erreicht, das Areal wurde als Ortsteil Flugplatz Eisenach-Kindel der Gemeinde Hörselberg-Hainich ausgewiesen.

## Verkehrsanbindung
Nur zwei Kilometer vom Flugplatz befindet sich bei Großenlupnitz die Anschlussstelle Eisenach Ost der A 4, welche über die Bundesstraße 84 erreichbar ist. Der öffentliche Personennahverkehr wird mit einer Buslinie der Verkehrsgemeinschaft Wartburgregion bedient.

## Geschichte

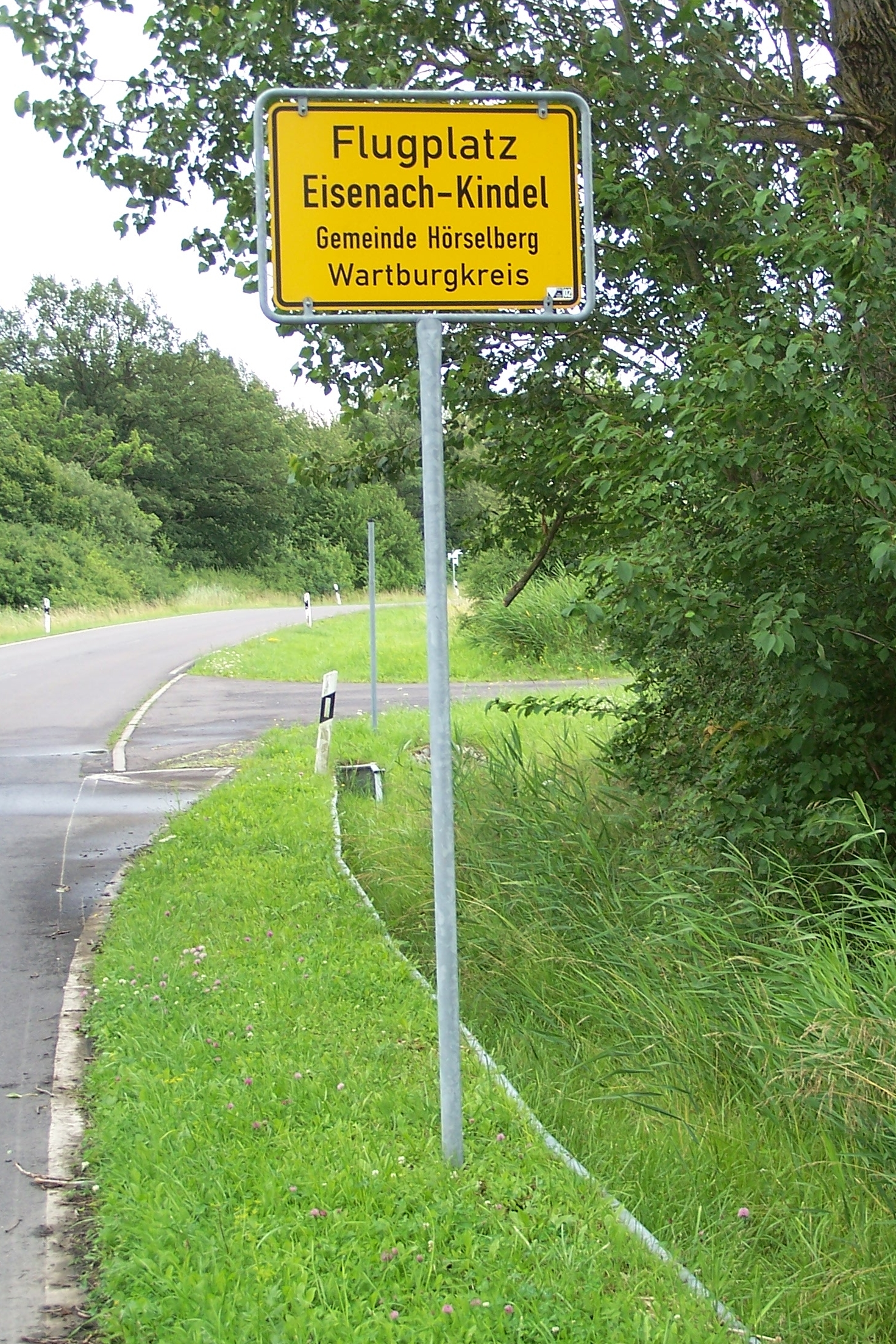
Amtliches Ortsschild (2012)

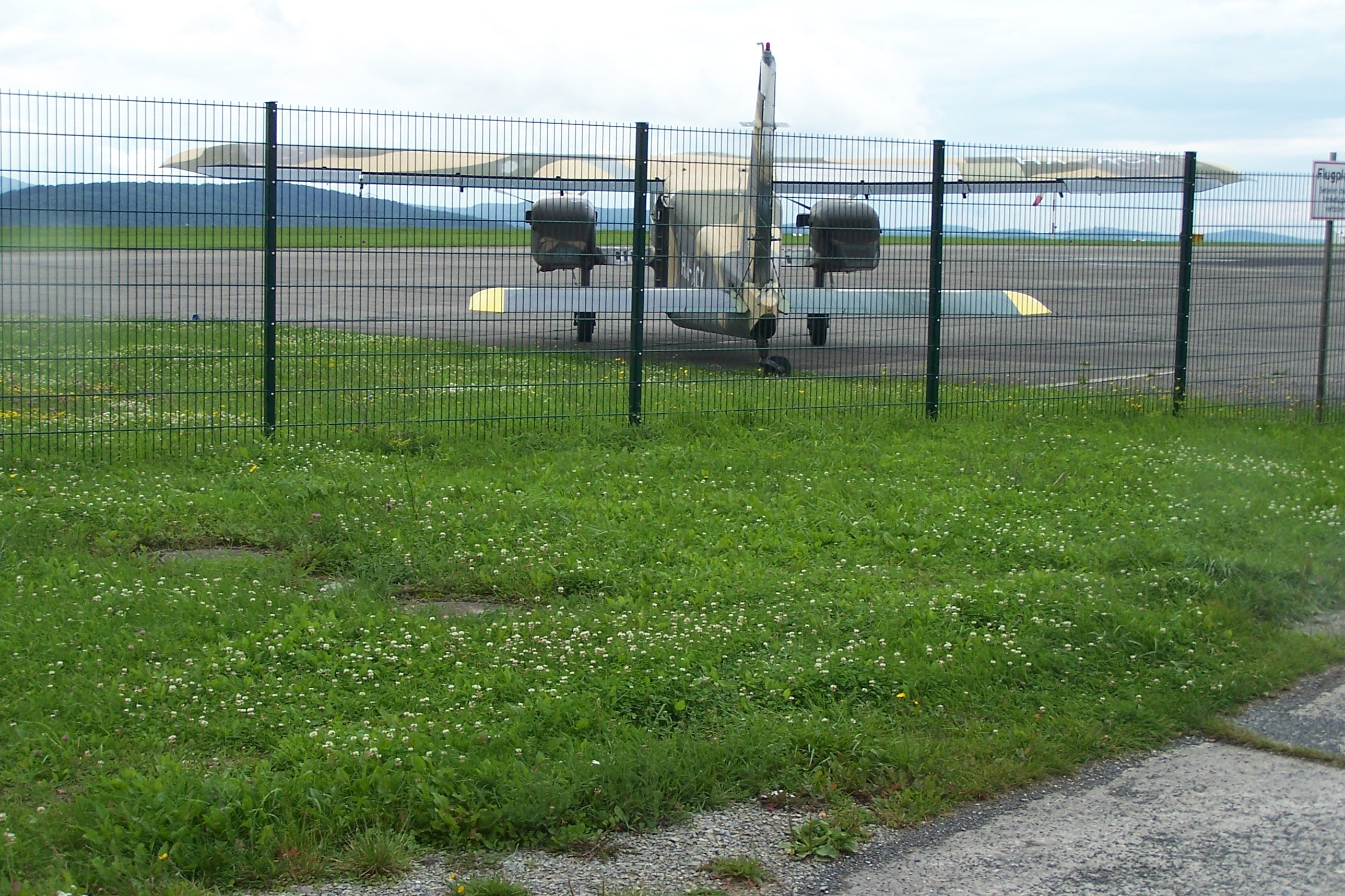
Eine geparkte Maschine

Das weitläufige und unbesiedelte Gebiet zwischen Wenigenlupnitz, Haina und Wolfsbehringen wurde bereits zum Ende des 19. Jahrhunderts als militärisches Manöver- und Übungsgelände von der Preußischen Armee bei den Herbstmanövern in Beschlag genommen.
Bis 1933 wurde der Wenigenlupnitzer Geländeanteil von den Grafen von Ütterodt, Gut Neuscharffenberg und deren Pächtern bewirtschaftet. Nachdem bereits im Ersten Weltkrieg ein provisorischer Feldflugplatz am Wartenberg bei Eisenach vorbereitet wurde, begannen 1934 die Planungen für einen Einsatzflugplatz des Fliegerhorstes Gotha am dafür als günstiger bewerteten Kindel. Mit Ausbruch des Zweiten Weltkriegs wurde das Gelände von der Reichsluftwaffe als Flugplatz in Betrieb genommen. Der Flugplatz Kindel war hierbei für Nachwuchsausbildung und den Heimatschutz konzipiert. Die technische Ausstattung entsprach den Bedürfnissen der zu dieser Zeit verwendeten Flugzeugtypen. In der Nacht vom 11. zum 12. September 1944 wurde der Luftraum über Eisenach von alliierten Bomberverbänden angeflogen um die dort befindlichen Industrieanlagen zu zerstören. Allein in der Flur des Nachbarortes Stockhausen wurden 168 Bombenkrater gezählt. Der Flugplatz Kindel blieb von diesen Angriffen offenbar verschont. Mit dem Vordringen der Angriffsspitzen der amerikanischen Bodentruppen am 1. und 2. April 1945 nördlich von Eisenach wurde der Flugplatz am 1. April 1945 durch amerikanische Tiefflieger angegriffen und mit Hilfe von Brandbomben alle noch vorhandenen Gebäude und Flugzeuge in Brand gesteckt. Der Flugplatz wurde am Folgetag eingenommen und besetzt. Am 1. August 1945 wurde der Flugplatz vertragsgemäß der Roten Armee übergeben, die Thüringen an diesem Tag als Besatzungsmacht übernahm. Der nun in Grenznähe befindliche Flugplatz erhielt eine strategische Bedeutung. Seit 1946 wurde das Gelände durch zusätzliche Einheiten gesichert und mit dem Bau einer Militärsiedlung am Rand der Kleinsiedlung Künkelhof begonnen.
Ende der 1950er Jahre wurde neben dem alten Flugplatz ein modernisierter Militärflugplatz mit einer 2200 Meter langen und 60 Meter breiten Start-/Landebahn gebaut. Er erhielt Anschluss an die Nessetalbahn, um die Zuführung von Treibstoff auf dem Schienenweg zu ermöglichen. Mit Zustimmung der sowjetischen Militärverwaltung erhielt die DDR-Luftfahrtverwaltung von 1959 bis 1961 die Möglichkeit eingeräumt, den Flugplatz Kindel als Ausweichflughafen für den Flughafen Erfurt-Bindersleben nutzen zu dürfen, der zu der Zeit rekonstruiert und vergrößert wurde. Am 16. Mai 1960 nahm die Lufthansa die Fluglinien Eisenach–Berlin und Eisenach–Barth auf. Zeitweilig wurde auch die Flugroute Eisenach–Dresden geflogen. 1960 wurden 35.000 Passagiere auf dem Flugplatz Kindel abgefertigt. Während der Kuba-Krise war der Flugplatz strategisches Ziel der NATO. Ab 1960 erfolgte eine nochmalige Erweiterung der Startbahn Richtung Norden als 2400 Hektar großer Truppenübungsplatz mit Bunkern, Unterkünften, Kindergärten, Schweineställen usw.
Der schrittweise Abzug der Militärs und die Räumung des Flugplatzgeländes begann am 27. Dezember 1991. Das gesamte Gelände wurde als mittel bis stark mit Munition und umweltverschmutzenden Stoffen kontaminiert eingeschätzt, insbesondere die Öl- und Treibstofftanks sowie die überall im Gelände verbliebenen Munitionsreste mussten durch Spezialfirmen geortet und entsorgt werden. Am 30. Juni 1992 erfolgte die Freigabe des Platzes für zivile Zwecke durch das Bundesverteidigungsministerium. Im November 1993 übernahm der damalige Landkreis Eisenach vorläufig die Flugplatzhalterschaft und stellte erste Mittel zur Anschaffung der Ausrüstung für eine Flugleitung in einem Containerterminal und eine dringend notwendige Erstsanierung zur Verfügung.
In den Jahren 1993 und 1994 wurden erste Fugensanierungen der Start- und Landebahnen durch eine Spezialfirma aus Frankfurt am Main realisiert. Am 4. Juni 1994 wurde der Verkehrslandeplatz Eisenach-Kindel für den zivilen Verkehr freigegeben. 1994 gab es 4606 Flugbewegungen, 1999 waren es 12.000 Flugbewegungen. Am 26. April 1994 war der Baubeginn des 2700 m² großen Hangars; die Einweihung fand am 25. November 1999 statt, wenige Wochen später konnte auch die Flugplatzbefeuerungsanlage in Betrieb genommen werden. Im Vorfeld war bereits mit der Landesentwicklungsgesellschaft über die weitere Nutzung verhandelt worden. Hierbei wurde das Gelände vom Flugplatz und Militärlager für Gewerbeansiedlung (Industriegebiet Kindel) und das westlich anschließende Übungsgelände als Naturschutzgebiet im Nationalpark Hainich vorgesehen. 1998 wurde die Stadt Eisenach Mitgesellschafter der Flugplatzgesellschaft. Am 6. Dezember 2000 erfolgte die Erteilung der Betriebsgenehmigung für Luftfahrzeuge bis 20 Tonnen Abflugmasse.

## Flugbetrieb
Der Flugplatz ist für den Flugzeug- und Hubschrauberbetrieb bis 20 t zugelassen. Auf dem Gelände befindet sich ein Bistro und eine Tankstelle. Weiterhin existiert für den Nachtflug eine entsprechende Anflug- sowie Start-/Landebahnbefeuerung. Die aktuelle Platzfrequenz ist 119,755 MHz.

### Angebote
Der Flugplatz dient dem Privat- und Geschäftsreiseverkehr. Weiterhin werden Pilotenausbildungskurse, Rundflüge und Fallschirmsportaktionen eines Vereins angeboten.

### Veranstaltungen
Am 20. und 21. September 2003 fand auf dem Flugplatzgelände das erste Auto-Speedway Rundkurs-Rennen des Deutschen Auto-Speedwayverbandes statt.
Seit 2004 finden an mehreren Wochenenden im Jahr privat organisierte Autorennveranstaltungen auf dem für die Luftfahrt ungenutzten Teil des Flugplatzes statt. An gleicher Stelle werden bereits seit 1992 durch das Thüringer Fahrsicherheitszentrum Fahrsicherheitsübungen und Kurse für Berufskraftfahrer und Privatleute angeboten. Der Kindel hat sich auch als Veranstaltungsort für Messen (Garten- und landtechnische Produkte) und Flugschauen entwickelt.
Seit 2005 findet am Flugplatz alle zwei Jahre die Fachmesse für Gartengeräte demopark statt.

## Zwischenfälle

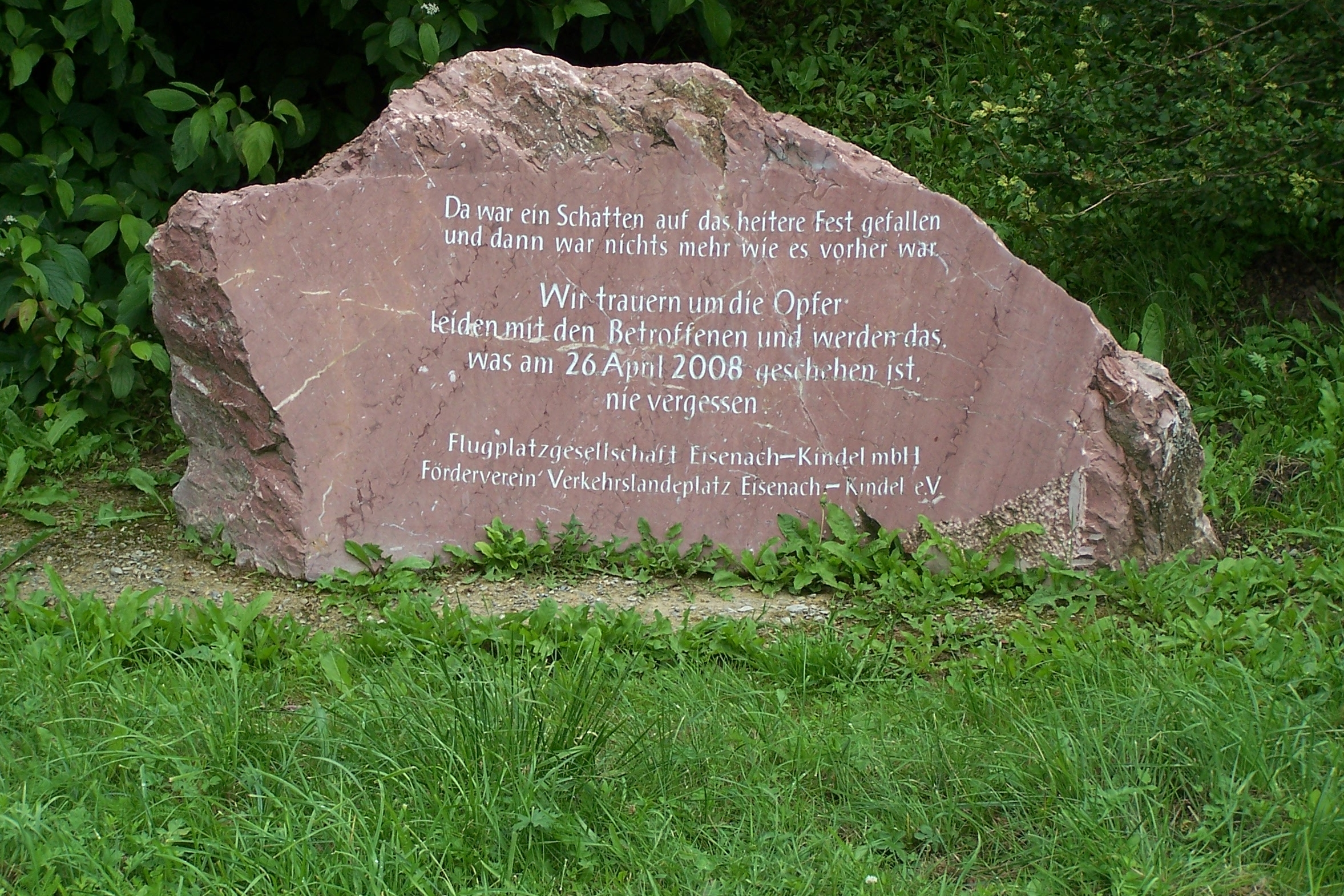
Gedenkstein für die Opfer der Flugschau vom 26. April 2008

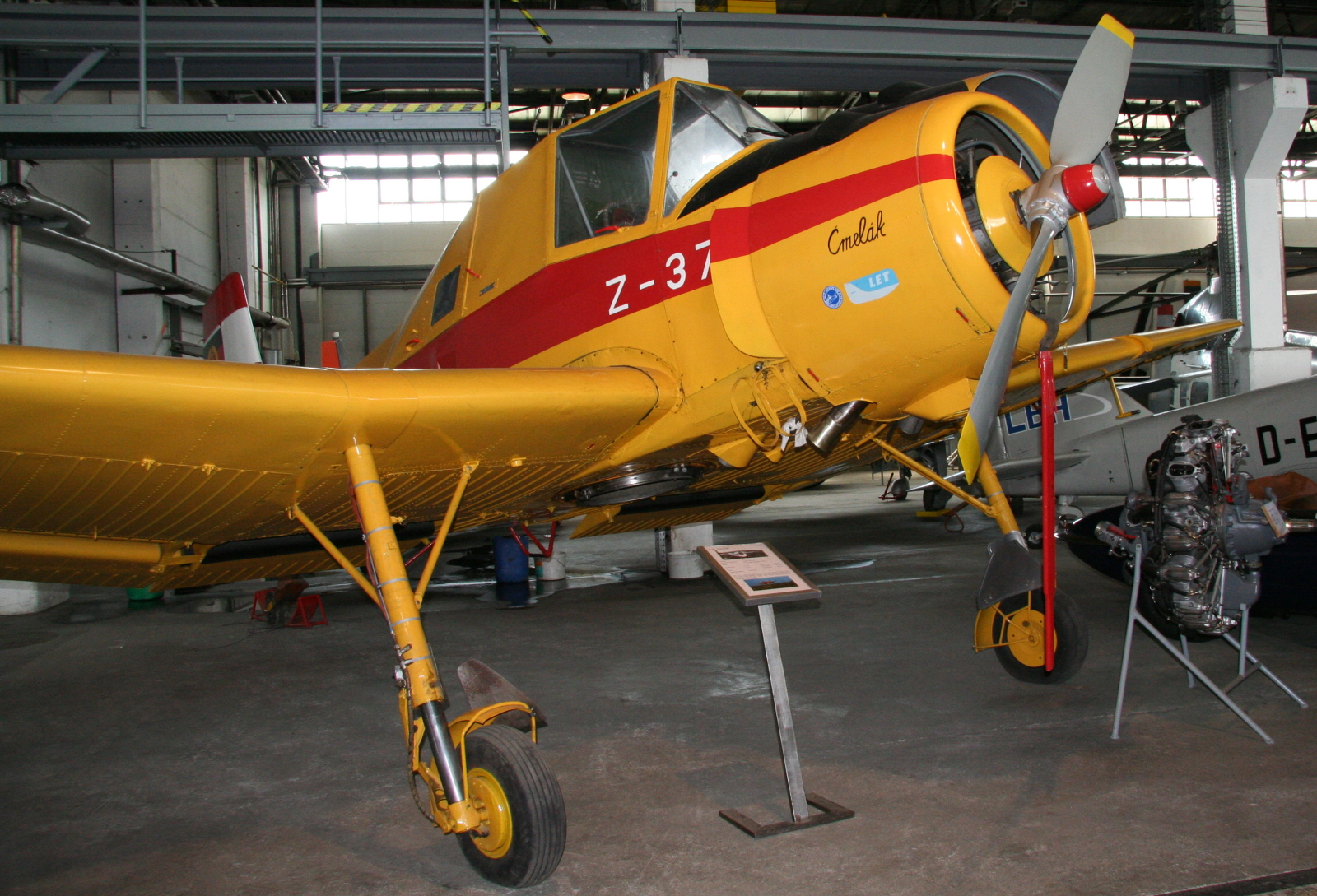
Baugleiches Agrarflugzeug vom Typ Let Z-37 Čmelák

- Am 26. April 2008 kam es auf dem Flugplatz während einer Flugschau zu einem Flugunfall, als ein Agrarflugzeug des tschechischen Typs Let Z-37A Čmelák während des Startlaufs seitlich von der Bahn abkam, sich mit laufendem Motor in den Zuschauerbereich bewegte und erst beim Aufprall gegen einen Verkaufsstand zum Stehen kam, der dabei völlig zerstört wurde. 2 Menschen starben, 4 (darunter der Pilot) wurden schwer und 14 weitere leicht verletzt.[12] Das Amtsgericht Eisenach verurteilte den Unglückspiloten wegen fahrlässiger Tötung, Körperverletzung und Gefährdung des Luftverkehrs zunächst zu zweieinhalb Jahren Haft; in der Berufung verkürzte das Landgericht Meiningen das Urteil auf ein Jahr und zehn Monate zur Bewährung.[13] Angelehnt an diesen Unfall wurde die „Tatort“-Folge Absturz produziert.

- Am 27. Mai 2013 stürzte eine Piper PA-39 Twin Comanche C/R kurz nach dem Start in ein nahe gelegenes Waldstück ab. Der Pilot starb.[14]

- Am 8. Mai 2019 wurde bei einem Fallschirm-Formationssprung ein Mann getötet und eine Frau schwer verletzt.[15]

- Am 25. Juni 2022 kam ein 14-jähriger bei einem Tandem-Fallschirmsprung um das Leben.[16]

## Wirtschaftlichkeit
In den Geschäftsjahren 2010 bis 2018 wies die Flugplatzgesellschaft jedes Mal einen Verlust aus, zusammen 557.851 €. Das waren im Durchschnitt 61.983 € pro Jahr.